# Quốc triều hội điển
Quốc triều hội điển (國朝會典), hay Lê triều hội điển (黎朝會典) là một cuốn sách thuộc thể loại hội điển, bắt đầu được biên soạn bởi tác giả Phạm Đình Hổ, ghi chép điển pháp của lục bộ triều Lê trung hưng.

## Mô tả
Điển lệ của lục bộ triều Lê trung hưng về các vấn đề như: thuế ruộng đất, thuế lâm thổ sản, phu dịch... (thuộc bộ Hộ); chế độ quan chức, vinh phong, phẩm thứ... (thuộc bộ Lại); đồn ải, binh lương, tử tuất, thi cung kiếm võ nghệ... (thuộc bộ Binh); kiện tụng, khám nghiệm tử thi, tra hỏi tội nhân... (thuộc bộ Hình); đê điều, đường sá, cung miếu... (thuộc bộ Công); lễ nghi các tiết, tế Thái Miếu... (thuộc bộ Lễ).